# Contre
Este artículo se refiere a una población en Francia, para la parte anatómica de algunos animales véase Molleja.
Contre es una comuna francesa situada en el departamento de Somme, en la región Alta Francia.
| 107 | 97 | 72 | 76 | 190 | 73 | 115 | 147 |
| Para los censos de 1962 a 1999 la población legal corresponde a la población sin duplicidades (Fuente: INSEE [Consultar]) |    |    |    |     |    |     |     |